# Idaea subfuscaria
Idaea subfuscaria är en fjärilsart som beskrevs av Karl Schawerda 1912. Idaea subfuscaria ingår i släktet Idaea och familjen mätare. Inga underarter finns listade i Catalogue of Life.